# 희시무르귀뚜라미
희시무르귀뚜라미(문화어: 부엌귀뚜라미, 학명: Gryllodes sigillatus) 또는 희시무루귀뚜라미는 메뚜기목 귀뚜라미과의 곤충이다. 아시아 남서부가 원산지이지만 전 세계 열대 지역에 퍼졌다. 파충류, 조류, 양서류 및 식충성 절지동물과 같은 특정 애완동물의 먹이용으로 상업적으로 사육된다.

## 특징
몸길이 18~20mm이며 몸은 넓적하고 몸 빛은 극도로 옅은 황갈색이다. 앞가슴등의 뒷가두리에 짙은 갈색의 띠 모양의 무늬가 있고 제 1배마디의 등쪽도 짙은 갈색이다. 머리는 작고 머리꼭대기는 돌출하였다. 겹눈은 짙은 갈색인데 알 모양으로 생겼고 촉각은 체장의 3배에 달한다. 앞날개는 대단히 짧고 수컷은 배의 반에 달할 정도이며 암컷은 인편상, 발음경과 망상부는 발달하지 않았다. 뒷날개는 퇴화하였으나 이 종에는 암컷·수컷의 앞·뒷날개가 발달한 장시형도 있다. 뒷종아리마디의 가시는 5~6개이고 미모는 대단히 길며 산란관은 체장보다 짧고 미모와 길이가 같다.
주택가를 비롯해 여름에는 풀숲, 정원, 건물의 습한 곳에 주로 발견되는데 들판이나 산지에서도 습한 곳에서는 잘 서식한다. 원래는 열대 지방에만 살았으나 무역물자에 실려와 지금은 한국을 비롯한 전세계에 분포한다.